# كلينتون (مقاطعة روك)
كلينتون، مقاطعة روك (بالإنجليزية: Clinton (town), Rock County, Wisconsin)‏ هي بلدة تقع بولاية ويسكونسن في الولايات المتحدة. تبلغ مساحتها 91.7 (كم²)، وترتفع عن سطح البحر 290 م، بلغ عدد سكانها 893 نسمة في عام 2000 حسب إحصاء مكتب تعداد الولايات المتحدة وتصل الكثافة السكانية فيها 9.7 نسمة/كم2.

## وصلات خارجية
- The US50 - Cities and Towns in Wisconsin State
- Wisconsin Cities and Towns, Facts, Map, Flag, Colleges, Government, and More